# 世羅町
世羅町（日语：／ Sera chō */?）是位於廣島縣中部世羅台地的一町，屬世羅郡，轄區主要分布於海拔350公尺～450公尺的台地，以觀光登山客的消費為經濟來源。

## 人口
| 世羅町人口分布圖 |                                               |  |
| 世羅町與日本全國年齡別人口分布比較圖 （2005年資料） | 世羅町的年齡、男女別人口分布圖 （2005年資料） |  |
| ■紫色是世羅町 ■綠色是全国 | ■藍色是男性 ■紅色是女性                       |  |
| 世羅町人口變化 \| 1970年 \| 24,384人 \| \| \| 1975年 \| 23,063人 \| \| \| 1980年 \| 22,483人 \| \| \| 1985年 \| 22,306人 \| \| \| 1990年 \| 21,684人 \| \| \| 1995年 \| 20,735人 \| \| \| 2000年 \| 19,690人 \| \| \| 2005年 \| 18,866人 \| \| \| 2010年 \| 17,549人 \| \| \| 2015年 \| 16,337人 \| \| \| 2020年 \| 15,125人 \| \| |                                               |  |
| 資料來源：日本總務省統計中心提供之人口普查數據 |                                               |  |
| 1970年 | 24,384人                                      |  |
| 1975年 | 23,063人                                      |  |
| 1980年 | 22,483人                                      |  |
| 1985年 | 22,306人                                      |  |
| 1990年 | 21,684人                                      |  |
| 1995年 | 20,735人                                      |  |
| 2000年 | 19,690人                                      |  |
| 2005年 | 18,866人                                      |  |
| 2010年 | 17,549人                                      |  |
| 2015年 | 16,337人                                      |  |
| 2020年 | 15,125人                                      |  |

## 歷史
在平安時代開始出現庄園「大田庄」。戰國時代後，目前轄區內共設有43村，先在明治維新後，1889年整併為12村，昭和年間再整併為3町，最終在2004年合併為現在的世羅町。

### 年表
- 1889年4月1日：實施町村制，現在的轄區在當時分屬：
  - 世羅郡：大見村、西大田村、東大田村、甲山村、東村、三川村、小國村、津久志村、津名村、吉川村。
  - 御調郡：宇津戶村。
- 1898年2月10日：甲山村改制為甲山町。
- 1955年：大見村、西大田村、東大田村合併為世羅町。
- 1955年2月11日：甲山町、東村、三川村、宇津戶村合併為新設置的甲山町。
- 1955年3月31日：小國村與津名村的部分地區（其餘地區合併為三和町，後又合併為三次市）、吉川村的部分地區（其餘地區合併為豐榮町，後又合併為東廣島市）、津久志村的山中福田地區合併為世羅西町。
- 1956年1月15日：津久志村被併入世羅町。
- 1957年6月10日：世羅町松崎地區改併入甲奴郡上下町（現已併入府中市）。
- 2004年10月1日：世羅町、甲山町、世羅西町合併為新設置的世羅町。[2]

### 變遷表
| 1889年4月1日               | 1889年 - 1926年            | 1926年 - 1954年            | 1955年 - 1989年              | 1989年 - 現在              | 現在                       |
| -------------------------- | -------------------------- | -------------------------- | ---------------------------- | -------------------------- | -------------------------- |
| 宇津戶村                   | 宇津戶村                   | 宇津戶村                   | 1955年2月11日 合併為甲山町   | 2004年10月1日 合併為世羅町 | 2004年10月1日 合併為世羅町 |
| 甲山村                     | 1898年2月10日 改制為甲山町 | 1898年2月10日 改制為甲山町 | 1955年2月11日 合併為甲山町   | 2004年10月1日 合併為世羅町 | 2004年10月1日 合併為世羅町 |
| 東村                       |                            |                            | 1955年2月11日 合併為甲山町   | 2004年10月1日 合併為世羅町 | 2004年10月1日 合併為世羅町 |
| 三川村                     |                            |                            | 1955年2月11日 合併為甲山町   | 2004年10月1日 合併為世羅町 | 2004年10月1日 合併為世羅町 |
| 大見村                     | 大見村                     | 大見村                     | 1955年1月10日 合併為世羅町   | 2004年10月1日 合併為世羅町 | 2004年10月1日 合併為世羅町 |
| 西大田村                   |                            |                            | 1955年1月10日 合併為世羅町   | 2004年10月1日 合併為世羅町 | 2004年10月1日 合併為世羅町 |
| 東大田村                   |                            |                            | 1955年1月10日 合併為世羅町   | 2004年10月1日 合併為世羅町 | 2004年10月1日 合併為世羅町 |
| 津久志村                   | 津久志村                   | 津久志村                   | 1956年1月15日 併入世羅町     | 2004年10月1日 合併為世羅町 | 2004年10月1日 合併為世羅町 |
| 津久志村                   | 津久志村                   | 津久志村                   | 1955年3月31日 合併為世羅西町 | 2004年10月1日 合併為世羅町 | 2004年10月1日 合併為世羅町 |
| 小國村                     |                            |                            |                              | 2004年10月1日 合併為世羅町 | 2004年10月1日 合併為世羅町 |
| 吉川村                     |                            |                            |                              | 2004年10月1日 合併為世羅町 | 2004年10月1日 合併為世羅町 |
| 津名村                     |                            |                            |                              | 2004年10月1日 合併為世羅町 | 2004年10月1日 合併為世羅町 |
| 1955年3月31日 合併為三和町 | 2004年4月1日 合併為三次市  | 2004年4月1日 合併為三次市  |                              |                            |                            |

## 交通

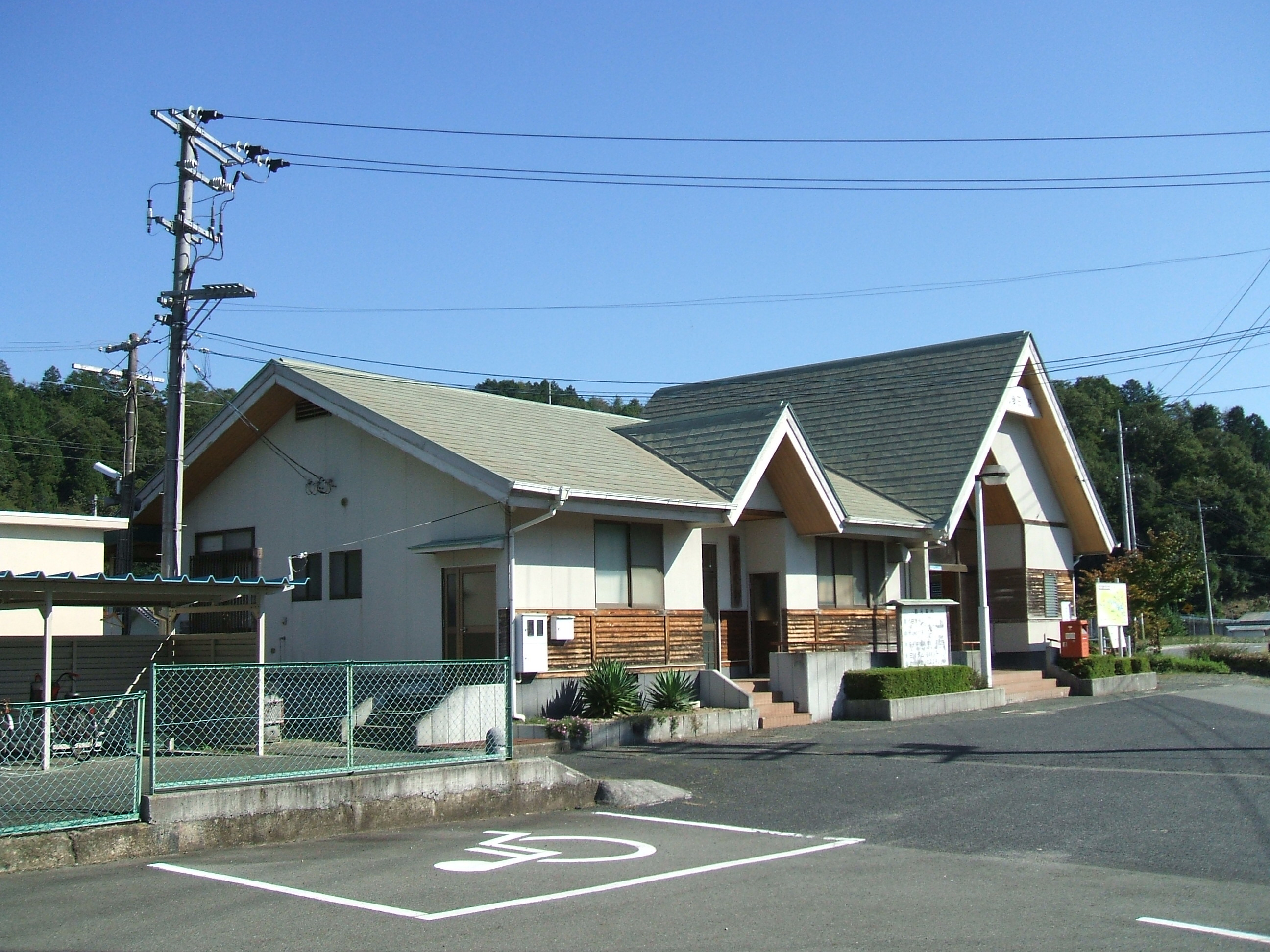
備後三川車站，為當地唯一的車站

### 鐵路
- 西日本旅客鐵道
  - 福鹽線：備後三川車站

### 道路
高速道路
- 尾道自動車道：世羅交流道

## 觀光資源
- 今高野山
- 甲山溫泉
- 夢吊橋
- 青少年旅行村
- 神農湖
- 大妻森林公園

## 教育

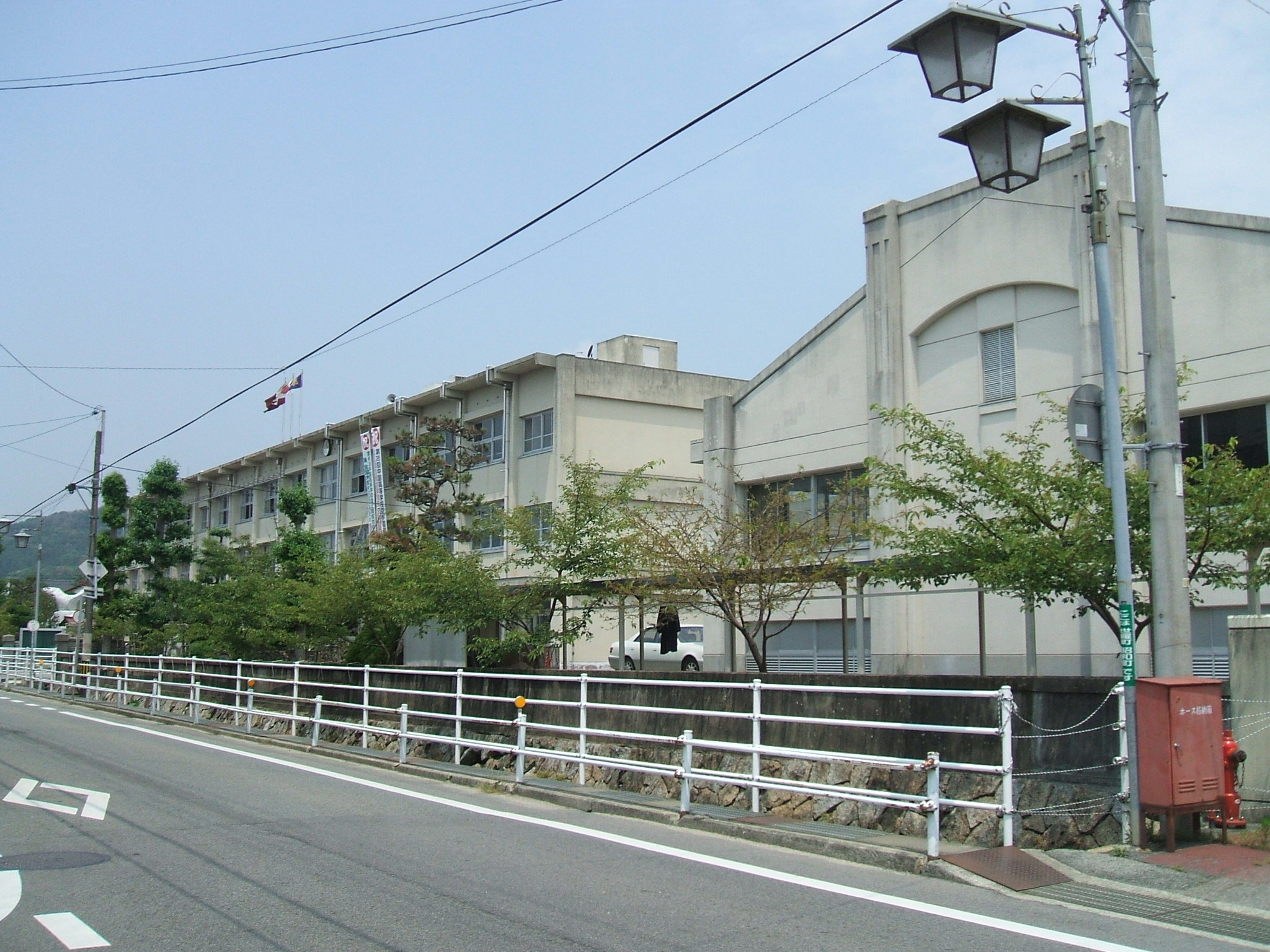
世羅高等學校

### 高等學校
- 廣島縣立世羅高等學校

## 本地出身之名人
- 大妻コタカ：大妻學院創辦人，大妻女子大學第一任校長
- 杭谷一東：雕刻家
- 坂口泰：田徑教練
- 服部孝宏：1997年東京國際馬拉松第二，同年世界田徑大會日本代表
- 田中百畝：前京濱急行電鐵、京急百貨店社長
- 河合邦人：河合塾理事長、喜久牡丹酒造社長

## 外部連結
- （日語） 世羅町觀光協會 （页面存档备份，存于）
- （日語） 世羅町商工會